# Michel Bouquet

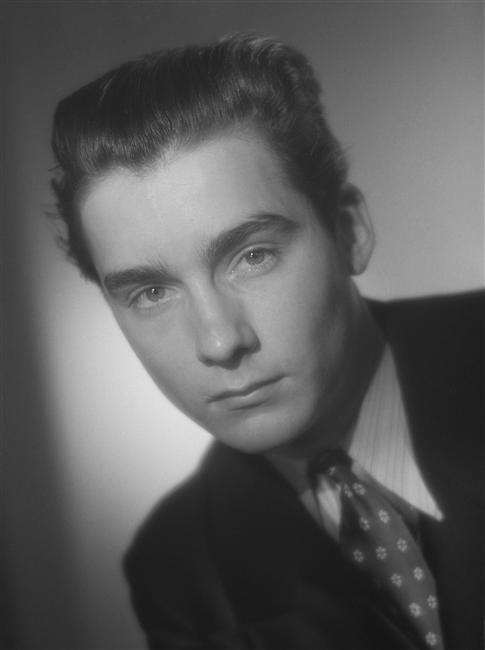
Michel Bouquet 1943. Foto: Studio Harcourt.

Michel Bouquet, född 6 november 1925 i Paris, död 13 april 2022 i Paris, var en fransk skådespelare. Han tilldelades Césarpriset för bästa huvudroll 2002 för Comment j'ai tué mon père och 2006 för Le promeneur du champ de Mars. Han nominerades för bästa biroll 2014 för Renoir.

## Filmer i urval
- Inferno (1947)
- Natt och dimma (1956)
- Tigern hemlig agent slår till (1965)
- Synderskan (1967)
- Bruden bar svart (1968)
- Mannen - hustrun - älskaren (1969)
- Sirenen från Mississippi (1969)
- Snuten (1969)
- Borsalino (1970)
- Brytningen (1970)
- Strax innan mörkret (1970)
- Attentat! (1972)
- Paulina 1880 (1972)
- Reptilen (1972)
- Hämnden och rättvisan (1973)
- Den avhuggna handen (1974)
- Le Jouet (1976)
- Les Misérables (1982)
- Ett lik för mycket (1985)
- Totos bedrifter (1991)
- Elisa (1995)
- Comment j'ai tué mon père (2001)
- Le promeneur du champ de Mars (2004)
- Renoir (2013)